# أوضاع إحباط مهمات المكوك الفضائي

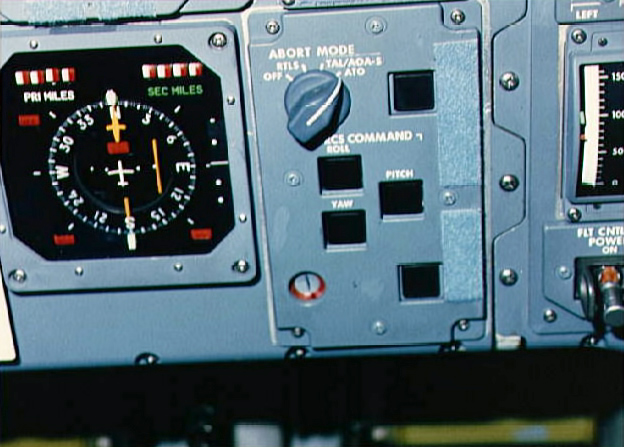

أوضاع إحباط مهمات المكوك الفضائي هي الإجراءات التي يمكن من خلالها إنهاء الإطلاق الإسمي لمكوكات الفضاء التابعة ناسا. حدث إحباط لإطلاق مكوك فضاء وهو على منصة بعد إشعال المحركات الرئيسية للمكوك لكن قبل الإقلاع. يُطلق على الإحباط أثناء الصعود الذي يؤدي إلى عودة المركبة المدارية للهبوط على المدرج أو إلى مدار أخفض من المخطط المخطط له اسم «الإحباط السليم»، في حين يُطلق على الإحباط الذي تكون فيه المركبة المدارية غير قادرة على الهبوط على المدرج، أو أي إحباط ناتج عن فشل أكثر من محرك رئيسي واحد، اسم «الإحباط الطارئ». كان أفراد الطاقم قادرين على القفز بالمظلة في بعض الحالات التي لم تسمح للمركبة بالهبوط على المدرج.

## إحباط تسلسل الإطلاق الزائد
تُشعل المحركات الرئيسية الثلاثة لمكوك الفضاء قبل الإطلاق بنحو 6.6 ثانية، وتراقب أجهزة الحاسوب أداءها في أثناء زيادة قوة الدفع. إذا كُشف أي شذوذ في عملية الإطلاق، تُطفأ المحركات تلقائيًا ويتوقف العد التنازلي قبل إشعال معززات المكوك العاملة بالوقود الصلب (إس آر بي) في الثانية صفر للعد التنازلي. يُطلق على هذا الوضع اسم «إحباط تسلسل الإطلاق الزائد (آر إس إل إس)»، وحدث في خمس مهمات: «إس تي إس 41 دي» و«إس تي إس 51 إف» و«إس تي إس 51» و«إس تي إس 55» و«إس تي إس 68».

## وضع إحباط الصعود
بمجرد إشعال محركات إس آر بي الخاصة بالمكوك، يترتب على المركبة الإقلاع عن المنصة. إذا حدث خطأ يتطلب إحباطًا بعد إشعال محركات إس آر بي، فلا يمكن بدء الإحباط إلا بعد نفاد وقود إس آر بي وانفصالها بعد دقيقتين من الإطلاق. كانت هناك خمسة أوضاع متاحة للإحباط أثناء صعود المكوك، مُقسمة إلى فئات الإحباط السليم والإحباط الطارئ. يعتمد اختيار وضع الإحباط على مدى خطورة الموقف، وموقع الهبوط الاضطراري الذي يمكن الوصول إليه.
شملت أوضاع الإحباط مجموعةً واسعةً من المشاكل المحتملة، ولكن المشكلة الأكثر شيوعًا كانت فشل المحرك الرئيسي، التي تسبب نقصًا في قوة الدفع الكافي لوصول المركبة إلى مدارها المطلوب. تضمنت أعطال الإحباط المحتملة الأخرى غير المتعلقة بالمحرك فشل وحدة الطاقة المساعدة (إيه بي يو) عدة مرات، وحدوث فشل هيدروليكي متزايد، وحدوث تسرب في حجرة المقصورة أو في الخزان الخارجي.

### وضع الإحباط السليم
كانت هناك أربعة أوضاع إحباط سليم لمكوك الفضاء. صُممت عمليات الإحباط السليم لعودة المركبة المدارية بأمان إلى موقع هبوط مخطط له أو إلى مدار أكثر انخفاضًا من المخطط له للمهمة.

#### العودة إلى موقع الإطلاق
كانت العودة إلى موقع الإطلاق (آر تي إل إس) أول وضع إحباط متاح يمكن اختياره بعد انفصال صواريخ إس آر بي. في هذه الحالة، يستمر المكوك بالتحرك أفقيًا لحرق الوقود الزائد، ويرفع مقدمته للأعلى للحفاظ على السرعة العامودية خلال الإحباط الناتج عن تعطل المحرك الرئيسي. بعد حرق كمية كافية من الوقود، تكون المركبة قد عكست مسارها بالكامل لتشغيل محركاتها مرةً أخرى للعودة إلى موقع الإطلاق. أُطلق على هذه المناورة «الالتفاف المُعزز بالطاقة» (بي بي إيه) وقد ضُبطت مدة تنفيذها لضمان بقاء أقل من 2% من الوقود في الخزان الخارجي بحلول موعد هبوط المكوك في مركز كنيدي للفضاء (كيه إس سي). بالإضافة إلى ذلك، تقوم محركات نظام المناورة المدارية (أو إم إس) ونظام التحكم في رد الفعل (آر سي إس) الخاصين بالمكوك بالدفع بشكل مستمر لحرق وقود أو إم إس الزائد لتقليل الوزن عند الهبوط وضبط مركز كتلة المركبة المدارية.
قبل قطع تدفق الوقود إلى المحرك الرئيسي مباشرةً، تبدأ المركبة المدارية بحني مقدمتها نحو الأسفل لضمان التوجيه المناسب استعدادًا لانفصال الخزان الخارجي، ففي حال لم يجرِ ذلك، ستؤدي قوى الديناميكيا الهوائية إلى تصادم الخزان مع المركبة المدارية. يُقطع تدفق الوقود إلى المحركات الرئيسية، وينفصل الخزان الخارجي، في حين تشعل المركبة الفضائية محركات آر سي إس الخاصة بها لزيادة المسافة الفاصلة. بمجرد ابتعاد المركبة المدارية عن الخزان مسافةً آمنة، تهبط هبوطًا شراعيًا (انزلاقيًا) عاديًا بعد مضي 25 دقيقة على الإقلاع. 
إذا فشل المحرك الرئيسي الثاني في أي وقت خلال عملية بي بي إيه، فلن يتمكن المكوك من العودة إلى المدرج في كيه إس سي، وسيتعين على الطاقم القفز بالمظلة. يؤدي فشل المحرك الثالث خلال عملية بي بي إيه إلى فقدان السيطرة على المكوك وخسارة الطاقم والمركبة (إل أو سي في) بعد وقت قصير. يؤدي فشل جميع المحركات الثلاث مع اقتراب السرعة الأفقية للمركبة من السكون أو قبل انفصال الخزان الخارجي إلى خسارة الطاقم والمركبة أيضًا.
يعلن المُتحدث مع طاقم الكبسولة عن اللحظة التي يصبح فيها وضع آر تي إل إس غير قابلٍ للتنفيذ أثناء صعود المكوك قائلًا: «العودة مرفوضة»، وذلك بعد مضي 4 دقائق على الإقلاع، إذ لا تتمكن المركبة بعد ذلك من خفض سرعتها التي كسبتها خلال المسافة الأفقية التي قطعتها من موقع الإطلاق. لم تكن هناك حاجة أبدًا إلى إجراء وضع الإحباط هذا خلال تاريخ برنامج المكوك الفضائي. كان يُعتبر هذا الوضع أكثر الإحباطات صعوبةً وخطورة، وأقلها احتمالًا للحدوث إذ لم يكن هناك سوى مجموعة ضيقة جدًا من حالات الفشل المُرجحة التي يمكن النجاة منها، لكنها حرجة من ناحية الوقت اللازم لاستبعاد أوضاع الاحباطات الأخرى المستهلكة للوقت. وصف رائد الفضاء «مايك مولان» إحباط آر تي إل إس بأنه «عملية فيزيائية غير طبيعية»، وكان العديد من رواد الفضاء يأملون ألا يُضطروا إلى إجراء هذا الإحباط بسبب صعوبته. 

#### هبوط الإحباط العابر للمحيط
ينطوي هبوط الإحباط العابر للمحيط (تي إيه إل) على الهبوط في موقع محدد مسبقًا في أفريقيا أو أوروبا الغربية أو المحيط الأطلسي (في قاعدة «لاجيس فيلد» في جزر «الأزور») بعد نحو 25 إلى 30 دقيقة من الإقلاع. كان من المقرر استخدامه إذا لم تسمح السرعة والارتفاع والمسافة الأفقية بإجراء إحباط آر تي إل إس. كان من المقرر استخدامه أيضًا عند عدم الحاجة إلى إحباط آر تي إل إس الأسرع ولكن الأكثر خطورةً في حال حدوث فشلٍ حرجٍ من ناحية الوقت بدرجة أقل.
لو حدث فشلٌ يستدعي إحباط تي إيه إل، كان سيجري الإعلان عنه بعد دقيقتين و30 ثانية من الإقلاع وقبل قطع تدفق الوقود إلى المحرك الرئيسي (إم إي سي أو) بعد الإطلاق بثماني دقائق و30 ثانية، ليهبط المكوك بعد ذلك في مهبط طائرات مُحدد مسبقًا في المحيط الأطلسي. كانت قاعدة «ايسترس» الجوية في فرنسا وقاعدتا «سرقسطة» و«مورون» الجوية في إسبانيا وقاعدة «راف فارفورد» في إنجلترا آخر أربعة مواقع هبوط مُخصصة لهذا الإحباط. قبل إطلاق المكوك، كان يجري اختيار موقعين اعتمادًا على خطة الرحلة وكانا يزودان بموظفين احتياطيين في حال وجب استخدامهما. تغيرت قائمة مواقع تي إيه إل بمرور الوقت بسبب عوامل جيوسياسية. كان يجري تحديد المواقع مع كل عملية إطلاق اعتمادًا على الميل المداري للمهمة.
استغرقت عملية تجهيز مواقع تي إيه إل بين أربعة وخمسة أيام لتبدأ مهامها قبل أسبوع واحد من الإطلاق مع وصول غالبية الموظفين التابعين لناسا ووزارة الدفاع والمتعهدين قبل 48 ساعة من الإطلاق. بالإضافة إلى ذلك، توصل طائرتان من طراز سي 130 من مكتب دعم الرحلات الفضائية المأهولة في قاعدة «باتريك» الجوية المجاورة أفراد الطاقم الثمانية و9 منقذين وجراحيّ طيران وممرضًا وفنيًا طبيًا و2500 باوند (1100 كيلوغرام) من المعدات الطبية إما إلى سرقسطة أو ايسترس أو كليهما. كما تنشر طائرة واحدة أو أكثر من طراز سي 21 إس أو سي 12 إس لاستطلاع الطقس في حال إعلان الإحباط من قِبل متحدث هبوط الإحباط العابر للمحيط «تالكوم»، أي رائد الفضاء الموجودة على متن الطائرة الذي يتواصل مع ربان المكوك والقائد.
لم تكن هناك حاجة أبدًا إلى وضع الإحباط هذا خلال التاريخ الكامل لبرنامج المكوك الفضائي.